# Julian Richards
Julian Richards est un réalisateur, producteur et scénariste gallois né le 31 juillet 1968 à Newport au Pays de Galles. 

## Biographie
Julian Richards est né et a grandi à Newport où son père tenait un magasin de bricolage. Inspiré par la carrière d'acteur holiwoodien de son oncle, Rex Richard, Julian décida de devenir réalisateur et produisit quelques courts-métrages en 8mm, parmi lesquels The Curse Of Cormac, Gang War, Evil Inspirations ou encore The Girl That Cried Wolf qui fut diffusé par la BBC. Ses premières influences cinématographiques comprenaient les réalisateurs de films d'horeur: James Whale, Tod Browning, Terence Fisher, John Carpenter, Dario Argento, Tobe Hooper, George Andrew Romero, Alfred Hitchcock et Steven Spielberg.

A Newport, Julian intègre la St Julian's Comprehensive School et le Gwent College of Higher Education où il étudia les fondations de l'art et du design. en 1985, il intègra Bournemouth & Poole College of Art où il dirigea 2 courts métrages en Super 8mm (Time et Infanticide) et 2 courts métrages en 16mm (Pirates et Queen Sacrifice).

Pirates remporta le prix "Starting Out" au Festival international du film celtique en 1988 et Queen Sacrifice remporta le prix "Thames Television" dans la catégorie Meilleur film de fiction au Festival britannique de courts "BP Expo" en 1990, avant d'être diffusé sur la BBC.
En 1988, Julian intégra la National Film and Television School située à Beaconsfield, où il fut invité à mettre en scène et réaliser In With The Rent, pièce de théâtre destinée à BBC Wales ainsi que A Week In The Life, documentaire sur le métier de berger, pour la chaîne de télévision galloise S4C.

En 1992, Julian est diplômé de la National Film and Television School avec le court métrage 16mm Bad Company, diffusé sur ITV Wales et sélectionné pour le festival de l'American Film Institute à Los Angeles.

## Carrière
En 1992, Richards partit à Los Angeles où il travailla pour Shapiro Glickenhaus Entertainement, réalisant un EPK pour son film Slaughter of the Innocents, tiré d'une nouvelle de Chris Westwoord: Calling All Monsters, mettant en scène l'acteur Scott Glenn.

En 1994, il retourna en Angleterre pour diriger A Mutter of Voices pour la chaîne BBC2 ainsi que 12 épisodes du feuilleton Brookside, produit et diffusé par Channel 4
En 1996, Julian écrivit et réalisa Darklands, film d'horreur avec Jon Finch, Craig Fairbrass et Rowena King. Gagnant plusieurs prix dans divers festivals - incluant notamment le Melies d'Argent du Meilleur film fantastique européen en 1997 - Darklands fut distribué par Pathé. Rochards poursuivit avec le film Silent Cry, avec Emily Woof, Douglas Henshall, Frank Finlay, Kevin Whately, Clive Russell et Craig Kelly, dont la première britannique se fit sur Channel 5
En 2003, Richards s'essaya à la production, créant la société de production Prolific Films, avec laquelle il produisit et dirigea le film à faible budget: The Last Horror Movie. Ce film retraçant le journal intime d'un serial killer remporta de nombreux prix - incluant notamment le Melies d'Argent du Meilleur film fantastique européen en 2005 - et fut distribué aux États-Unis par Fangoria et au Royaume-Uni par Tartan Films.
En 2004, Richards devint un conseiller professionnel au Arts Council of Wales et en 2006, il produisit et dirigea le thriller Summer Scars qui remporta deux BAFTA awards et fut nommé dans la catégorie du meilleur film. Summer Scars fut distribué en Amérique du nord par TLA Releasing and au Royaume-Uni par Soda Pictures.
En 2008, il réalisa un documentaire sur la vie de Charles Dickens: Charles Dickens's England. Le film reçu un très bon accueil après sa sortie au Royaume-Uni par Guerilla Films avant d'être diffusé à la télévision par Sky Television.

## Filmographie

### Comme réalisateur
- 1982 : Brookside (TV)
- 1987 : Pirates
- 1988 : Queen Sacrifice
- 1990 : In With The Rent (TV)
- 1992 : Bad Company
- 1994 : A Mutter of Voices (TV)
- 1997 : Darklands
- 2002 : Silent Cry
- 2004 : The Last Horror Movie
- 2007 : Messiah
- 2007 : Summer Scars
- 2009 : Charles Dickens's England

### Comme scénariste
- 1987 : Pirates
- 1988 : Queen Sacrifice
- 1992 : Bad Company
- 1997 : Darklands
- 2004 : The Last Horror Movie
- 2007 : Summer Scars

### Comme producteur
- 2004 : The Last Horror Movie
- 2007 : Summer Scars

### Comme directeur de casting
- 1988 : Queen Sacrifice
- 1992 : Bad Company
- 1997 : Darklands
- 2004 : The Last Horror Movie

## Récompenses et nominations

### Récompenses
- Melies d'argent du meilleur film fantastique européen
  - Darklands (1997)
  - The Last Horror Movie (2005)

- BAFTA
  - Summer Scars (2007)

### Nominations
- BAFTA
  - Summer Scars (2007) : nommé dans la catégorie meilleur film